# Pallamano ai XIX Giochi panamericani
I tornei di pallamano ai XIX Giochi panamericani si sono svolti a Santiago del Cile, in Cile, dal 24 ottobre al 5 novembre 2023. Vi hanno partecipato 8 squadre nazionali maschile e 8 femminili. Le squadre vincitrici dei tornei (maschile e femminile), si sono qualificate direttamente per i Giochi olimpici del 2024.

## Podio
| Evento              | Oro       | Argento   | Bronzo   |
| Pallamano maschile  | Argentina | Brasile   | Cile     |
| Pallamano femminile | Brasile   | Argentina | Paraguay |

## Torneo maschile

### Qualificazioni
| Evento                                 | Data                        | Luogo            | Posti | Qualificate          |
| -------------------------------------- | --------------------------- | ---------------- | ----- | -------------------- |
| Paese ospitante                        |                             |                  | 1     | Cile                 |
| I Giochi panamericani giovanili        | 29 novembre-4 dicembre 2021 | Cali             | 2     | Brasile              |
| XII Giochi sudamericani                | 11-15 ottobre 2022          | Asunción         | 1     | Argentina Uruguay    |
| Qualificazione USA-CAN                 | 9-11 marzo 2023             | Colorado Springs | 1     | Stati Uniti          |
| XXIV Giochi centramericani e caraibici | 23 giugno - 8 luglio 2023   | San Salvador     | 2     | Cuba Rep. Dominicana |
| Play-off                               | 3-5 agosto 2023             | Santo Domingo    | 1     | Messico              |
| Totale                                 |                             |                  | 8     |                      |

### Fase preliminare

#### Gruppo A
| Squadra         | P | G | V | N | S | GF  | GS  | DR  |
| --------------- | - | - | - | - | - | --- | --- | --- |
| Brasile         | 6 | 3 | 3 | 0 | 0 | 117 | 67  | +50 |
| Cile            | 4 | 3 | 2 | 0 | 1 | 90  | 72  | +18 |
| Messico         | 2 | 3 | 1 | 0 | 2 | 66  | 102 | -36 |
| Rep. Dominicana | 0 | 3 | 0 | 0 | 3 | 60  | 92  | -32 |

#### Risultati
| Squadra 1       | Risultato | Squadra 2       |
| --------------- | --------- | --------------- |
| Brasile         | 51 - 19   | Messico         |
| Cile            | 30 - 21   | Rep. Dominicana |
| Rep. Dominicana | 20 - 3    | Brasile         |
| Messico         | 21 - 32   | Cile            |
| Rep. Dominicana | 19 - 26   | Messico         |
| Cile            | 28 - 30   | Brasile         |

#### Gruppo B
| Squadra     | P | G | V | N | S | GF | GS | DR  |
| ----------- | - | - | - | - | - | -- | -- | --- |
| Argentina   | 6 | 3 | 3 | 0 | 0 | 93 | 50 | +43 |
| Stati Uniti | 4 | 3 | 2 | 0 | 1 | 78 | 86 | -8  |
| Uruguay     | 2 | 3 | 1 | 0 | 2 | 71 | 95 | -24 |
| Cuba        | 0 | 3 | 0 | 0 | 3 | 72 | 83 | -11 |

#### Risultati
| Squadra 1   | Risultato | Squadra 2   |
| ----------- | --------- | ----------- |
| Cuba        | 24 - 25   | Uruguay     |
| Argentina   | 28 - 14   | Stati Uniti |
| Stati Uniti | 30 - 28   | Cuba        |
| Uruguay     | 16 - 37   | Argentina   |
| Stati Uniti | 34 - 30   | Uruguay     |
| Argentina   | 28 - 20   | Cuba        |

### Fase finale

#### Tabellone 1º - 4º posto
|  | Semifinali | Semifinali  | Semifinali |           |         | Finale 1º posto | Finale 1º posto | Finale 1º posto |  |
|  |            |             |            |           |         |                 |                 |                 |  |
|  | 1A         | Brasile     | 40         |           |         |                 |                 |                 |  |
|  | 1A         | Brasile     | 40         |           |         |                 |                 |                 |  |
|  | 1B         | Stati Uniti | 27         |           |         |                 |                 |                 |  |
|  | 1B         | Stati Uniti | 27         |           | Brasile | Brasile         | 25              |                 |  |
|  |            |             |            |           | Brasile | Brasile         | 25              |                 |  |
|  |            |             | Argentina  | Argentina | 32      |                 |                 |                 |  |
|  | 1B         | Argentina   | Argentina  | Argentina | 32      | 33              |                 |                 |  |
|  | 1B         | Argentina   |            |           |         | 33              |                 |                 |  |
|  | 2A         | Cile        | 26         |           |         | Finale 3º posto | Finale 3º posto | Finale 3º posto |  |
|  | 2A         | Cile        | 26         |           |         |                 |                 |                 |  |
|  |            |             |            |           |         |                 |                 |                 |  |
|  |            |             |            |           |         | Stati Uniti     | Stati Uniti     | 27              |  |
|  |            |             |            |           |         | Stati Uniti     | Stati Uniti     | 27              |  |
|  |            |             |            |           |         | Cile            | Cile            | 28              |  |

#### Tabellone 5º - 8º posto
|  | Semifinali | Semifinali      | Semifinali |      |         | Finale 5º posto | Finale 5º posto | Finale 5º posto |  |
|  |            |                 |            |      |         |                 |                 |                 |  |
|  | 3B         | Uruguay         | 33         |      |         |                 |                 |                 |  |
|  | 3B         | Uruguay         | 33         |      |         |                 |                 |                 |  |
|  | 4A         | Rep. Dominicana | 29         |      |         |                 |                 |                 |  |
|  | 4A         | Rep. Dominicana | 29         |      | Uruguay | Uruguay         | 30              |                 |  |
|  |            |                 |            |      | Uruguay | Uruguay         | 30              |                 |  |
|  |            |                 | Cuba       | Cuba | 28      |                 |                 |                 |  |
|  | 3A         | Messico         | Cuba       | Cuba | 28      | 22              |                 |                 |  |
|  | 3A         | Messico         |            |      |         | 22              |                 |                 |  |
|  | 4B         | Cuba            | 25         |      |         | Finale 8º posto | Finale 8º posto | Finale 8º posto |  |
|  | 4B         | Cuba            | 25         |      |         |                 |                 |                 |  |
|  |            |                 |            |      |         |                 |                 |                 |  |
|  |            |                 |            |      |         | Rep. Dominicana | Rep. Dominicana | 24 (4)          |  |
|  |            |                 |            |      |         | Rep. Dominicana | Rep. Dominicana | 24 (4)          |  |
|  |            |                 |            |      |         | Messico         | Messico         | 24 (5)          |  |

#### Semifinali
| Viña del Mar 3 novembre 2023 | Brasile | 40 – 27 (23–13) referto | Stati Uniti | Gimnasio Polideportivo de Viña del Mar |

| Viña del Mar 3 novembre 2023 | Argentina | 33 – 26 (17-13) referto | Cile | Gimnasio Polideportivo de Viña del Mar |

#### Finale 3º posto
| Viña del Mar 3 novembre 2023 | Stati Uniti | 27 – 28 | Cile | Gimnasio Polideportivo de Viña del Mar |

#### Finale 1º posto
| Viña del Mar 3 novembre 2023 | Brasile | 25 – 32 | Argentina | Gimnasio Polideportivo de Viña del Mar |

## Classifica finale
| Pos | Squadre         |
| --- | --------------- |
|     | Argentina       |
|     | Brasile         |
|     | Cile            |
| 4   | Stati Uniti     |
| 5   | Uruguay         |
| 6   | Cuba            |
| 7   | Messico         |
| 8   | Rep. Dominicana |

|  | Qualificata ai Giochi della XXXIII Olimpiade                                         |
|  | Qualificata al torneo di qualificazione preolimpico ai Giochi della XXXIII Olimpiade |

## Torneo femminile

### Qualificazioni
| Evento                                 | Data                        | Luogo         | Posti | Qualificate      |
| -------------------------------------- | --------------------------- | ------------- | ----- | ---------------- |
| Paese ospitante                        |                             |               | 1     | Cile             |
| I Giochi panamericani giovanili        | 29 novembre-4 dicembre 2021 | Cali          | 1     | Argentina        |
| XII Giochi sudamericani                | 11-15 ottobre 2022          | Asunción      | 2     | Brasile Paraguay |
| Qualificazione USA-CAN                 | 9-11 marzo 2023             | Lansing       | 1     | Canada           |
| XXIV Giochi centramericani e caraibici | 23 giugno - 8 luglio 2023   | San Salvador  | 2     | Porto Rico Cuba  |
| Play-off                               | 25-27 agosto 2023           | Santo Domingo | 1     | Uruguay          |
| Totale                                 |                             |               | 8     |                  |

### Fase preliminare

#### Gruppo A
| Squadra    | P | G | V | N | S | GF  | GS | DR  |
| ---------- | - | - | - | - | - | --- | -- | --- |
| Argentina  | 6 | 3 | 3 | 0 | 0 | 105 | 42 | +63 |
| Cile       | 4 | 3 | 2 | 0 | 1 | 61  | 57 | +4  |
| Porto Rico | 2 | 3 | 1 | 0 | 2 | 57  | 89 | -32 |
| Canada     | 0 | 3 | 0 | 0 | 3 | 44  | 79 | -35 |

#### Risultati
| Squadra 1  | Risultato | Squadra 2  |
| ---------- | --------- | ---------- |
| Argentina  | 46 - 17   | Porto Rico |
| Cile       | 23 - 14   | Canada     |
| Cile       | 15 - 28   | Argentina  |
| Porto Rico | 25 - 20   | Canada     |
| Argentina  | 31 - 10   | Canada     |
| Porto Rico | 15 - 23   | Cile       |

#### Gruppo B
| Squadra  | P | G | V | N | S | GF  | GS  | DR  |
| -------- | - | - | - | - | - | --- | --- | --- |
| Brasile  | 6 | 3 | 3 | 0 | 0 | 104 | 35  | +69 |
| Paraguay | 2 | 3 | 1 | 0 | 2 | 68  | 76  | -8  |
| Cuba     | 2 | 3 | 1 | 0 | 2 | 62  | 101 | -39 |
| Uruguay  | 2 | 3 | 1 | 0 | 2 | 53  | 75  | -35 |

#### Risultati
| Squadra 1 | Risultato | Squadra 2 |
| --------- | --------- | --------- |
| Cuba      | 25 - 21   | Uruguay   |
| Brasile   | 27 - 15   | Paraguay  |
| Uruguay   | 9 - 28    | Brasile   |
| Paraguay  | 31 - 26   | Cuba      |
| Uruguay   | 33 - 32   | Paraguay  |
| Brasile   | 49 - 11   | Cuba      |

### Fase finale

#### Tabellone 1º - 4º posto
|  | Semifinali | Semifinali | Semifinali |         |           | Finale 1º posto | Finale 1º posto | Finale 1º posto |  |
|  |            |            |            |         |           |                 |                 |                 |  |
|  | Argentina  | Argentina  | 28         |         |           |                 |                 |                 |  |
|  | Argentina  | Argentina  | 28         |         |           |                 |                 |                 |  |
|  | Paraguay   | Paraguay   | 18         |         |           |                 |                 |                 |  |
|  | Paraguay   | Paraguay   | 18         |         | Argentina | Argentina       | 18              |                 |  |
|  |            |            |            |         | Argentina | Argentina       | 18              |                 |  |
|  |            |            | Brasile    | Brasile | 30        |                 |                 |                 |  |
|  | Brasile    | Brasile    | Brasile    | Brasile | 30        | 30              |                 |                 |  |
|  | Brasile    | Brasile    |            |         |           | 30              |                 |                 |  |
|  | Cile       | Cile       | 10         |         |           | Finale 3º posto | Finale 3º posto | Finale 3º posto |  |
|  | Cile       | Cile       | 10         |         |           |                 |                 |                 |  |
|  |            |            |            |         |           |                 |                 |                 |  |
|  |            |            |            |         |           | Paraguay        | Paraguay        | 23              |  |
|  |            |            |            |         |           | Paraguay        | Paraguay        | 23              |  |
|  |            |            |            |         |           | Cile            | Cile            | 20              |  |

#### Tabellone 5º - 8º posto
|  | Semifinali | Semifinali | Semifinali |            |      | Finale 5º posto | Finale 5º posto | Finale 5º posto |  |
|  |            |            |            |            |      |                 |                 |                 |  |
|  | Cuba       | Cuba       | 26         |            |      |                 |                 |                 |  |
|  | Cuba       | Cuba       | 26         |            |      |                 |                 |                 |  |
|  | Canada     | Canada     | 20         |            |      |                 |                 |                 |  |
|  | Canada     | Canada     | 20         |            | Cuba | Cuba            | 29              |                 |  |
|  |            |            |            |            | Cuba | Cuba            | 29              |                 |  |
|  |            |            | Porto Rico | Porto Rico | 31   |                 |                 |                 |  |
|  | Porto Rico | Porto Rico | Porto Rico | Porto Rico | 31   | 30              |                 |                 |  |
|  | Porto Rico | Porto Rico |            |            |      | 30              |                 |                 |  |
|  | Uruguay    | Uruguay    | 23         |            |      | Finale 8º posto | Finale 8º posto | Finale 8º posto |  |
|  | Uruguay    | Uruguay    | 23         |            |      |                 |                 |                 |  |
|  |            |            |            |            |      |                 |                 |                 |  |
|  |            |            |            |            |      | Canada          | Canada          | 19              |  |
|  |            |            |            |            |      | Canada          | Canada          | 19              |  |
|  |            |            |            |            |      | Uruguay         | Uruguay         | 22              |  |

#### Semifinali
| Viña del Mar 28 ottobre 2023 | Argentina | 28 – 18 referto | Paraguay | Gimnasio Polideportivo de Viña del Mar |

| Viña del Mar 28 ottobre 2023 | Brasile | 30 – 10 referto | Cile | Gimnasio Polideportivo de Viña del Mar |

#### Finale 3º posto
| Viña del Mar 29 ottobre 2023 | Paraguay | 23 – 20 referto | Cile | Gimnasio Polideportivo de Viña del Mar |

#### Finale 1º posto
| Viña del Mar 29 ottobre 2023 | Argentina | 18 – 30 referto | Brasile | Gimnasio Polideportivo de Viña del Mar |

## Classifica finale
| Pos | Squadre    |
| --- | ---------- |
|     | Brasile    |
|     | Argentina  |
|     | Paraguay   |
| 4   | Cile       |
| 5   | Porto Rico |
| 6   | Cuba       |
| 7   | Uruguay    |
| 8   | Canada     |

|  | Qualificata ai Giochi della XXXIII Olimpiade                                         |
|  | Qualificata al torneo di qualificazione preolimpico ai Giochi della XXXIII Olimpiade |